# Joseph Vaissète
Dom Joseph Vaissète, auch Jean Joseph de Vaissète, (* 4. Mai 1685 in  Gaillac; † 10. April 1756 in der Abtei Saint-Germain-des-Prés, Paris) war ein französischer Benediktiner-Mönch der Congrégation de Saint-Maur.

## Leben
Joseph Vaissète war der Sohn von Jean Géraud Vaissète († 1710), der das Amt des Procureur du Roi im Albigeois innehatte, und Marie de Bertoule de Passemar († 1726). 1707 schloss er seine Ausbildung als Bachelier des droits civils et canon ab, der er 1709 das Lizenziat folgen ließ. 1710 übernahm er das Amt des Procureur du Roi als Nachfolger seines verstorbenen Vaters. Noch im gleichen Jahr trat er in die Benediktiner-Prieuré Notre-Dame de la Daurade in Toulouse ein, im Jahr darauf gab er das Amt des Procureurs auf. 1712 endete sein Noviziat und er legte die Gelübde ab.
Bereits 1713 wurde er aufgrund seines Interesses an historischen Forschungen in die Abtei Saint-Germain-des-Prés geholt, wo er gemeinsam mit Claude Devic die Histoire générale de Languedoc erarbeitete, deren erster Band 1730 erschien, der zweite 1733. Ab 1734, nach dem Tod Devics, veröffentlichte er die restlichen drei Bände (1737, 1742 und 1746) alleine. 1749 folgte eine Kurzfassung des gleichen Werkes, „Abrège de l’Histoire de Languedoc“.

## Werke
- Origine de la monarchie française
- Histoire générale de Languedoc, 5. Bände (1730–1746)
- Abrège de l’Histoire générale de Languedoc , 6 Bände (1749)
- Géographie Universelle, historique, ecclésiastique et civile, 4 Bände  (1755)